# Fritz Altmeyer
Friedrich Altmeyer (26 de novembre de 1928 - 13 de novembre de 2013) va ser un futbolista alemany que va jugar a l'SV Saar 05 Saarbrücken i a la selecció del Sarre com a davanter.